# 谭从简
谭从简（？—？），字敬一，直隶山海卫（今秦皇島）人，是一名清朝政治人物。举人出身。

## 生平
康熙元年（1662），任灵丘知县。1672年，接替孟道脤任娄县知县一职，1675年由苏尧松接任。死後入祀灵丘名宦祠。